# Теорія чорного і товстого
«Теорія чорного і товстого» (Китайською: 厚黑学; Піньїнь: Hòu hēi xué) — філософський трактат, написаний китайським державним діячем та дослідником Лі Цзун'у (Лі Жонгву zh:李宗吾, 1879–1944) в часи занепаду та падіння династії Цінь.
Трактат «Теорія чорного і товстого» опубліковано в переддень Сіньхайської революції в 1911 році — і кількаразово перевидавався, поки його не заборонено в Китаї як підривного. Сам Лі Жонгву завданням трактату вважав попередження народу Китаю про нечисті методи, якими могли діяти політики та військові: він заперечував проти перекладу його трактату на європейські мови, оскільки добре озброєнні «великі держави» та їх політики, ознайомившися з трактатом та брудними технологіями політичної боротьби, становили б завелику небезпеку.
На думку сучасних спеціалістів із ведення бізнесу та ділових переговорів, концепція «товстого обличчя та чорного серця» описує природний закон, що керує вдалою поведінкою в будь-якому аспекті людського життя. Сутність теорії «Чорного і Товстого» описується Лі Жонгву таким чином: «Коли приховуєте свою волю від інших, у вас товсте обличчя (шкіра); коли нав'язуєте свою волю іншими, це є чорним».
У центрі «Теорії чорного і товстого» перебуває концепт «обличчя», який стосується того, що думають про певну людину і як її  сприймають. Людина з «товстим обличчям», чи пак, з «товстою шкірою»,  не реагує на критику та нарікання інших; вона натомість навіює на інших свою впевненість, що й змушує інших повірити в її успіх. Тактика «товстого обличчя» аж ніяк не є агресивною чи надмірно самовпевненою: це по-простому здатність вести себе відповідно до ситуації, не зважаючи на те, що інші думатимуть. Контрастуючи, людина «з чорним серцем» діє, не зважаючи на наслідки для інших: вона находитися понад короткозорим співчуттям та концентрується на досягненні цілей, ігноруючи ціну. Проте вона завжди знає, що зможе зазнати невдачі, але не боїться цього.  Підсумувавши: неможливо практикувати «товсте обличчя» без «чорного серця» та навпаки практикувати стратегію «чорного серця» без умінь «товстого обличчя».
У своєму трактаті Лі Жонгву наводить приклади подібної поведінки: «Великий герой є не більше ніж нахабною та нечесною людиною». Згідно з Лі, найбільш безчесним з усіх був Цао Цао, передостанній канцлер Східної династії Хань, імператор та засновник династії Вей: «Він волів зрадити першим ніж бути зрадженим», що й вказує, наскільки чорним Цао Цао був всередині. Лі розглядав Лю Бея (суперника Цао Цао та засновника династії Шу) як високопрофесійну людину з «товстою шкірою (обличчям)». Він ніколи не вважав соромом жити двоєдушним життям; часто він і плакав, щоб викликати симпатію інших. Є навіть гумористична приказка: «Царство Лю Бея отримано плачем».
Відомо, що до «культурної революції» Мао Цзедун вивчав «теорію чорного і товстого», що й неодноразово згадувалося у 1980 роках: це й спричинило сплеск зацікавленості теорією та публікацію книг про неї у 1980–1990 роках. Сама теорія використовується рядом теоретиків та практиків бізнесу, в тому числі — як навчально-ілюстративну.